# لشت نشا
لشت نشا (بالفارسية: لشت نشا) هي مدينة تقع في إيران في غيلان. يقدر عدد سكانها بـ 10,871 نسمة .